# California macrophylla
Каліфорнія великолиста (California macrophylla) — вид рослин, що належить до монотипового роду California.

## Назва
В англійській мові має назву «каліфорнійський дзьоб лелеки» (англ. california stork's bill), «круглолиста філарі» (англ. Round-leaved Filaree).

## Будова
Однорічна чи дворічна трав'яниста рослина. Листя прикореневі. Квіти білі, чи з пурпуровим відтінком.

## Поширення та середовище існування
Зростає у полях та лісах західної Північної Америки.